# Мальвоцвіті
Мальвоцві́ті (Malvales) — порядок квіткових рослин підкласу розидів. Представники порядку — здебільшого кущі і дерева; більшість його родин поширені космополітично у тропіках і субтропіках з обмеженим розширенням в помірних регіонах. На острові Мадагаскар зустрічаються три ендемічні родини мальвоцвітих (сарколенові (Sarcolaenaceae), сфероцепалові (Sphaerosepalaceae)). Порядок мальвоцвітих налічує 10 родин, приблизно 338 родів і понад 6000 видів.

## Опис
Морфологія мальвоцвітних вельми різна, і об'єднує їх лише декілька загальних ознак. Серед найзагальніших можна назвати пальчасту форму листків, зрощені чашолистки і своєрідну будову і хімічний склад насіння. Флоема найчастіше волокниста, складається з м'яких шарів.

## Класифікація
Класифікація близьких родин мальвових (Malvaceae), бомбаксових (Bombacaceae), липових (Tiliaceae) і стеркулієвих (Sterculiaceae) довгий час вважалася проблематичною і викликала спори серед учених. Хоча класична система Кронквіста і відносила їх до різних родин, сучасна система Angiosperm Phylogeny Group (APG II), як і системи Торна і Кубіцького об'єднують їх в єдину родину мальвових. Система APG II розширила родину мальвових (Malvaceae) до більш ніж 4000 видів, а родину вовчесуничні (або тімелієві, Thymelaeaceae) до 750 видів.

## Використання
Деякі мальцоцвіті мають цінну деревину, наприклад бальсове дерево знане своєю м'якістю і його використовують як звуко- і теплоізоляційний матеріал в будівництві літаків та суден. З цього дерева був побудований знаменитий пліт Кон-тіки, на якому норвезький мандрівник Тур Хейердал зі своєю командою здійснив подорож через Тихий океан до островів Полінезії. Також для виробів часто використовують липу.
Какао широко відоме, як основний продукт для виготовлення шоколаду.
Горіхи коли відомі високим вмістом кофеїну і їх часто використовують для виробництва різних шипучих напоїв.
Іншими відомими рослинами цього порядку є вовчі ягоди, гібіскус, алтея, бамія.